# Denso Bright Pegasus
Los Denso Bright Pegasus (デンソーブライトペガサス Densō Buraito Pegasasu?) son un equipo de sóftbol femenino de Japón con sede en Anjo, Aichi. Compiten en la East Division de la Japan Diamond Softball League (JD.League).

## Historia
Los Bright Pegasus fueron fundados en 1960 como equipo de sóftbol de Denso.
La Japan Diamond Softball League (JD.League) se fundó en 2022, y los Bright Pegasus se unieron a la nueva liga formando parte de la East Division.

## Roster actual
- Actualizado el abril de 2022.[4]

| Posición        | N.º       | Nombre           | Edad      | Altura              | Bateo     | Lanz.     | Notas                                              |
| Jugadoras       | Jugadoras | Jugadoras        | Jugadoras | Jugadoras           | Jugadoras | Jugadoras | Jugadoras                                          |
| --------------- | --------- | ---------------- | --------- | ------------------- | --------- | --------- | -------------------------------------------------- |
| Lanzadoras      | 11        | Emi Fujimoto     | 25 años   | 164 cm (5 ft 5 in)  | Izquierda | Derecha   |                                                    |
| Lanzadoras      | 20        | Miki Nakamura    | 28 años   | 174 cm (5 ft 9 in)  | Derecha   | Derecha   |                                                    |
| Lanzadoras      | 22        | Carley Hoover    | 30 años   | 188 cm (6 ft 2 in)  | Derecha   | Derecha   |                                                    |
| Receptoras      | 21        | Ami Kojima       | 25 años   | 164 cm (5 ft 5 in)  | Izquierda | Derecha   |                                                    |
| Receptoras      | 26        | Tomomi Kikuchi   | 26 años   | 167 cm (5 ft 6 in)  | Derecha   | Derecha   |                                                    |
| Cuadro interior | 1         | Hitomi Kawabata  | 28 años   | 164 cm (5 ft 5 in)  | Izquierda | Derecha   | Compitió en los Juegos Olímpicos 2020              |
| Cuadro interior | 3         | Ako Imamura      | 24 años   | 161 cm (5 ft 3 in)  | Derecha   | Derecha   |                                                    |
| Cuadro interior | 6         | Sarara Kiyose    | 21 años   | 170 cm (5 ft 7 in)  | Izquierda | Derecha   |                                                    |
| Cuadro interior | 17        | Natsuko Sugama   | 35 años   | 159 cm (5 ft 3 in)  | Derecha   | Derecha   |                                                    |
| Cuadro interior | 24        | Nozomi Shiraishi | 27 años   | 152 cm (4 ft 12 in) | Derecha   | Derecha   |                                                    |
| Cuadro interior | 27        | Nana Kuroda      | 25 años   | 164 cm (5 ft 5 in)  | Derecha   | Derecha   |                                                    |
| Cuadro interior | 88        | Yuzuki Sumitomo  | 21 años   | 158 cm (5 ft 2 in)  | Izquierda | Derecha   |                                                    |
| Jardineras      | 4         | Hikari Hanaura   | 23 años   | 160 cm (5 ft 3 in)  | Izquierda | Derecha   |                                                    |
| Jardineras      | 5         | Yuka Nakamura    | 28 años   | 155 cm (5 ft 1 in)  | Izquierda | Derecha   |                                                    |
| Jardineras      | 7         | Eri Yamada       | 41 años   | 165 cm (5 ft 5 in)  | Izquierda | Izquierda | Compitió en los Juegos Olímpicos 2004, 2008 y 2020 |
| Jardineras      | 9         | Risa Kawamura    | 25 años   | 163 cm (5 ft 4 in)  | Izquierda | Derecha   |                                                    |
| Jardineras      | 10        | Chinami Enomoto  | 30 años   | 155 cm (5 ft 1 in)  | Izquierda | Derecha   |                                                    |
| Jardineras      | 23        | Yui Kemmochi     | 29 años   | 162 cm (5 ft 4 in)  | Izquierda | Derecha   |                                                    |
| Jardineras      | 25        | Yukimi Sano      | 34 años   | 168 cm (5 ft 6 in)  | Derecha   | Derecha   |                                                    |
| Cuerpo técnico  |           |                  |           |                     |           |           |                                                    |
| Mánager         | 30        | Miwa Tanoue      | 49 años   | -                   | -         | -         |                                                    |
| Entrenadores    | 31        | Natsumi Nakamori | 36 años   | -                   | -         | -         |                                                    |